# أدولفينو كانيتي
أدولفينو كانيتي (بالإسبانية: Adolfino Cañete)‏ مواليد 13 سبتمبر 1957 في أسونسيون، هو لاعب كرة قدم باراغواياني سابق كان يلعب في مركز الوسط. سبق له أن لعب في كأس العالم لكرة القدم مع منتخب بلاده في مونديال عام 1986.

## المسيرة الاحترافية

### أندية لعب لها
- فيرو كاريل أويستي
- كروز آزول
- نادي لانوس
- نادي أتليتيكو كولون

## روابط خارجية
- أدولفينو كانيتي على موقع الاتحاد الدولي (مؤرشف)  (الإنجليزية)
- أدولفينو كانيتي على موقع قاعدة بيانات كرة القدم.إي يو (الإنجليزية)
- أدولفينو كانيتي على موقع ناشيونال فوتبول تيمز (الإنجليزية)
- أدولفينو كانيتي على موقع عالم كرة القدم.نت (الإنجليزية)